# Raúl Morales Beltramí
Raúl Morales Beltramí (Santiago, Chile, 8 de diciembre de 1906-Río de Janeiro, Brasil, 12 de febrero de 1946) fue un político y médico chileno, primer ministro del Interior de Juan Antonio Ríos y reconocido por tratar la sífilis.

## Biografía
Nació en Santiago de Chile, aunque años después fue deportado por el Gobierno del general Carlos Ibáñez del Campo a la isla de Chiloé, en donde ayudó a la gente de escasos recursos. Sus padres eran Guillermo Morales y Emilia Beltramí. Estudió en el Instituto Nacional General José Miguel Carrera y en la Universidad de Chile.
Su preferencia en la medicina era la dermatología; se egresó con la tesis El Myo Salvarsan: contribución al estudio de su actuación en el tratamiento de la sífilis.
Al ejercer su profesión, lo hizo primeramente en la ciudad de Ancud, incluso creando el Hospital Base de Ancud. Luego se trasladaría a Santiago de Chile, en esta ciudad fue director del diario La Hora. También entraría en la arena política, siendo fundamental para la creación del Frente Popular.
También destacó como médico director de la Caja de Empleados Particulares, y vicepresidente ejecutivo del Servicio Médico Nacional de Empleados.
Había sido gobernador de Ancud, también este puesto le sirvió para ser diputado por Ancud, Castro y Quinchao, siendo reelecto.
Al asumir el presidente Juan Antonio Ríos, de quien fue el generalísimo de campaña, este lo nombra ministro del Interior. Sus hábiles medidas de racionamiento y el manejo en Interior subieron su popularidad. En esa época, el CEN del Partido Radical envió su primera queja al presidente Ríos por el rechazo de conformar un gabinete de centro-izquierda, lo que trae consigo graves quebrantamientos y Morales amenaza al partido, algo que afectaría duramente al CEN.
En 1943, ante una posible gira de Ríos hacia Estados Unidos que se postergó hasta 1945, el PR temió una posible vicepresidencia de Morales, que lo transformaría en el delfín de Ríos y a la postre candidato para la presidencia en 1948. El CEN empezó a negar apoyo al ministro y empezó a presionarlo; debido a la tensión se vio forzado a presentar su dimisión, la cual el presidente aceptó.
La renuncia de Morales trajo consigo su renuncia en el partido, y lo alejó de la política. La baja de la mano derecha de Ríos le obligó a cambiar totalmente de gabinete, lo que provocó la llegada del vicealmirante Julio Allard a la cartera de Interior. Este cuestionado sucesor hizo un nuevo cambio que derivó en el ministerio de Osvaldo Hiriart.
Alejado parcialmente de la vida pública, Morales aceptó la embajada en Brasil que le propuso el presidente. Morales empezó lentamente una recuperación política que culminó en 1946 de manera abrupta, ya que fallece prematuramente en Brasil a los cuarenta años, ejerciendo el cargo de embajador; unos meses más tarde en Chile, el presidente Ríos fallecería también. Su hijo Raúl Morales Adriasola sería presidente de la Cámara de Diputados de Chile años más tarde.
Sus gestiones en el Ministerio del Interior fueron la ocupación de la Ley 7.200 que permitió reorganizar los cargos públicos y reducir la presencia del presidente en las intervenciones fiscales, se otorgó autonomía a la Contraloría General de la República, se racionó el uso de bencina y se iniciaron los trabajos de prospección en Springhill (Tierra del Fuego), se creó el Ministerio de Economía de Chile, se otorgaron atribuciones especiales, se desmanteló un intento de golpe de Estado, se inició la enemistad entre el Gobierno y el partido de origen, se ilegalizó el Movimiento Nacionalsocialista de Chile, se inició la construcción de represas y se continuó el programa industrial de la Corfo.